# Saara (bei Gera)
Saara település Németországban, azon belül Türingiában. Lakosainak száma 585 fő (2023. december 31.).

## Népesség
A település népességének változása:
| Lakosok száma | 592  | 595  | 583  | 582  | 585  |
|               | 2017 | 2019 | 2021 | 2022 | 2023 |